# 水上明子
水上 明子（みずかみ あきこ、1980年8月25日-）は元仙台放送のアナウンサー。NLPトレーナー・ポジティブ心理学トレーナーとしてカウンセリング・セラピー・コーチングも行う。東京都足立区出身。

## 経歴
- 1999年　文京学院大学女子高等学校を卒業。
- 1999年　東京理科大学理学部第二部物理学科に入学。
- 2003年　東京理科大学理学部第二部物理学科を卒業。
- 2003年　仙台放送にアナウンサーとして入社。
- 2008年　広報戦略部に異動。ジュニ体操、CSR、企業広報、仙台放送まつり、仙台縁日、社内見学などを担当。
- 2013年　仙台放送を退社。
- 2013年　日本BS放送に入社。営業、アニメの宣伝、eスポーツ、編成PRなどに従事。 提供読みや番宣など声の出演もしていた。
- 2019年　慶應義塾大学大学院システムデザイン・マネジメント研究科に入学。前野隆司教授に師事し、ウェルビーイングの研究を行う。 社会人大学院生。
- 2021年　慶應義塾大学大学院システムデザイン・マネジメント研究科修士課程修了。 修士（システムデザイン・マネジメント学）
- 2021年　日本BS放送を退社。
- 2021年　大手住宅メーカー入社。
- 2023年　練馬区議会議員選挙当選…6,199票獲得（全体６位／新人１位）

## 人物
- 幼い頃から好奇心が強く、2歳からピアノ、水泳、バレエなど30個以上の習い事を経験。幼稚園～小学生の頃には劇団ひまわりに所属し、着物モデルなども経験。
- 学生時代は声優を目指し、1999年、アーツビジョン「第15期 無料新人育成オーディション」合格。「日本ナレーション演技研究所」 （アイムエンタープライズ特待生）に無料で通っていた。 アナウンサーを目指したきっかけは、「声優になることは難しく、正社員で話し伝える仕事ができる」という理由。
- 趣味は「自己投資」で、資格マニア。中学・高等学校の教員免許（理科・数学）、アマチュア無線3級、危険物取扱者免許、簿記2級、ファイナンシャルプランナー、知的財産管理技能検定3級、防災士など多数の資格を取得している。

- 2014年からは、心理療法や神経言語プログラミング（NLP）、認知心理学、脳科学を学び始める。

　　　・2014年　「全米ヨガアライアンスRYT200」
　　　・2015年　「米国NLP™協会認定NLPトレーナー・NLPコーチングトレーナー」「交流分析インストラクター」
　　　・2016年　「米国催眠療法協会認定（ABH）トレーナー」「リュッシャーカラーテスト・ティーチャー（色彩心理診断士）」
　　　・2020年　「JPPI認定ポジティブ心理学トレーナー」
　　　 など。上記の資格と経験、スキルを生かし、トレーナー、講師として活動中。

## 出演
【テレビ番組】
・MiMiよりマーケット
・めざましテレビ - めざまし600NEWSのローカル枠
・FNNスピーク - ローカル枠
・ヨジテレビ! - リポーター
【DVD】
・宮城県啓発DVD　消費生活知識のマニュアル「知って おこう！これだけは」 【企業PV】
・株式会社クロスランゲージ「モバイルface通訳」- ナレーション
・PARKER - ナレーション
・リクルート「kidsly」登降園管理システム／保育者ケア編 - ナレーション